# Черниговский сельсовет (Архаринский район)
Черни́говский сельсове́т — муниципальное образование со статусом сельского поселения в составе Архаринского района Амурской области. Административный центр — село Черниговка.

## История
18 ноября 2005 года в соответствии с Законом Амурской области № 91-ОЗ муниципальное образование наделено статусом сельского поселения.

## Население
| 2002 | 2010 | 2011 | 2012 | 2013 | 2014 | 2015 |
| ---- | ---- | ---- | ---- | ---- | ---- | ---- |
| 653  | ↘425 | ↘424 | ↘405 | ↘383 | ↘380 | ↘375 |
| 2016 | 2017 | 2018 | 2019 | 2020 | 2021 |      |
| ↘357 | ↘334 | ↘317 | ↘303 | ↘285 | ↘201 |      |

## Состав
В состав городского округа входят 8 населённых пунктов:
| № | Населённый пункт | Тип населённого пункта       | Население |
| - | ---------------- | ---------------------------- | --------- |
| 1 | Гуликовка        | село                         | ↘14       |
| 2 | Домикан          | железнодорожная станция      | →59       |
| 3 | Каменка          | село                         | ↘27       |
| 4 | Кулустай         | железнодорожная станция      | →4        |
| 5 | Левый Берег      | село                         | →1        |
| 6 | Новодомикан      | село                         | ↘62       |
| 7 | Петропавловка    | село                         | ↗1        |
| 8 | Черниговка       | село, административный центр | ↘149      |